# Guimli

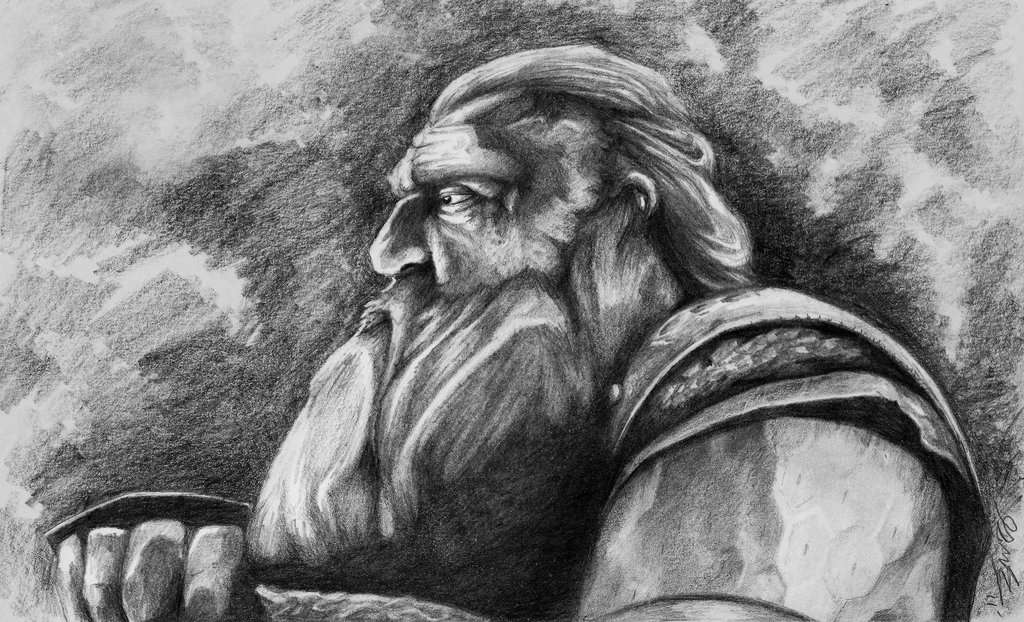
Guimli.

En Guimli és un personatge fictici de l'univers de J.R.R. Tolkien, la Terra Mitjana. És un nan de la Casa de Durin, i va formar part de la Germandat de l'Anell que va acompanyar en Frodo Saquet en la seva missió per destruir l'Anell.
En Guimli és fill de Glóin, un dels dotze companys d'en Bilbo Saquet en la seva aventura, i parent relativament pròxim de la línia reial del Poble de Durin. Va néixer l'any 2879 de la Tercera Edat i, per tant, té 139 anys durant la Guerra de l'Anell.
De forma similar al seu company èlfic Légolas, en Guimli ha esdevingut el prototip de nan en la literatura fantàstica, i ha servit com a model en moltes obres posteriors.

## Biografia

### El Senyor dels Anells
En Guimli apareix per primer cop a El Senyor dels Anells al Consell de n'Élrond, on assisteix acompanyat del seu pare representant els nans del regne d'Erèbor. Allí, en Guimli hi és escollit per n'Élrond com un dels nou membres de la Germandat de l'Anell.
D'entrada en Guimli manifesta animadversió envers l'elf de la germandat, en Légolas, no només per la tradicional enemistat entre elfs i nans que ve des del temps de la destrucció de Dòriath, sinó també perquè el pare d'en Guimli i els seus companys van ser fets presoners pel pare d'en Légolas quan travessaven el Bosc Llobregós (com s'explica a El hòbbit). Amb el temps, però, en Guimli i en Légolas es fan grans amics.
Quan la Germandat es veu forçada a entrar a les mines de Mòria, en Guimli està content de tenir l'oportunitat de trobar-hi la colònia que en Balin i la seva gent hi havien anat a fundar. Malauradament, Mòria resulta estar infestada d'orcs i acaben trobant la tomba d'en Balin.

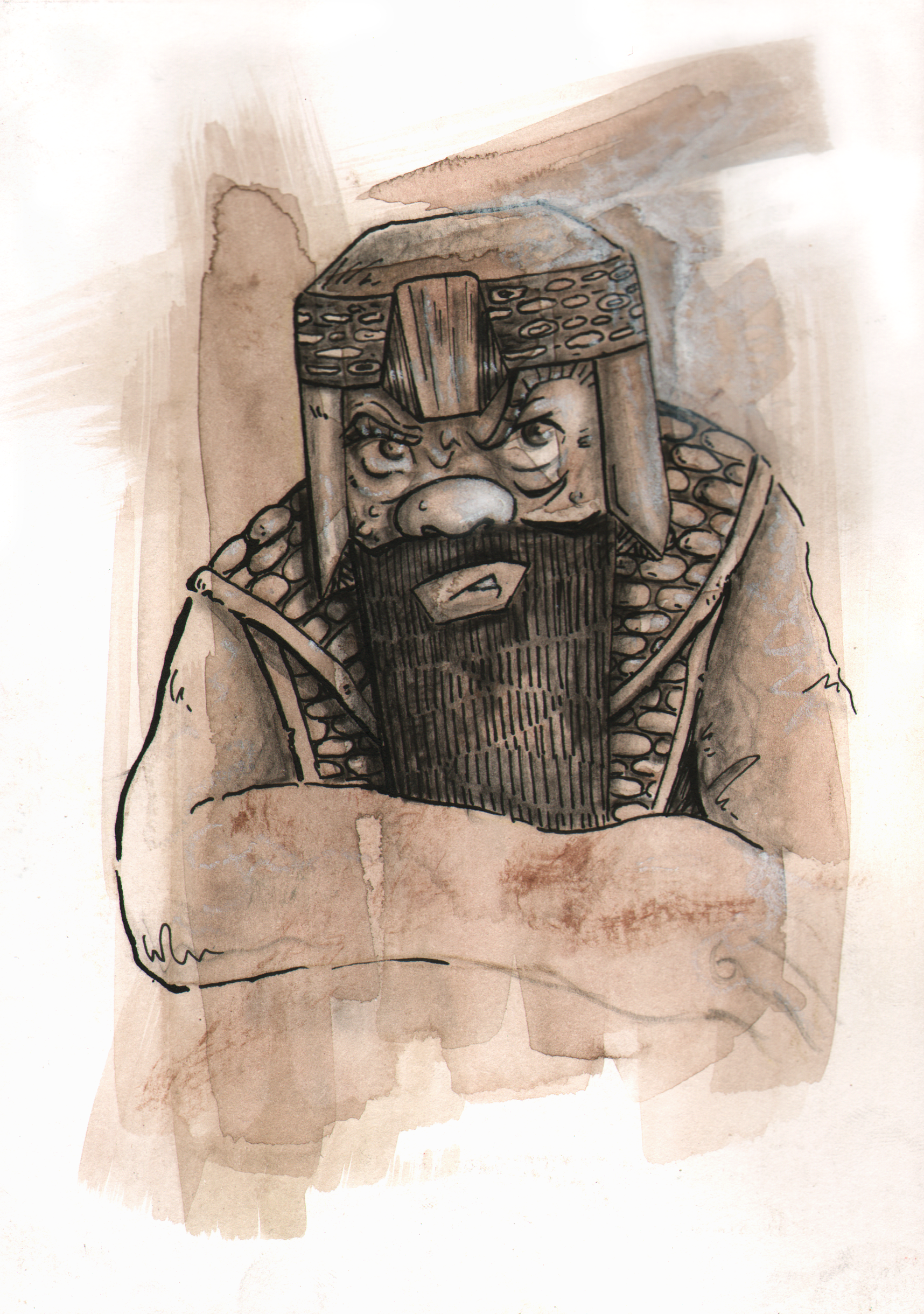
Guimli.

Fugint de Mòria s'endinsen al bosc de Lothlórien, on les tensions amb els elfs que hi habiten tornen a sortir a aflorar. Però l'opinió d'en Guimli sobre els elfs canvia dràsticament en conèixer la Senyora Galàdriel, quedant impressionat per la seva bellesa. Quan tota la companyia rep un regal, per ell només demana un rull de cabells de la Senyora, que li és concedit i que portarà sempre al damunt a partir d'aleshores.
Després de la dissolució de la Germandat, en Guimli va participar en la batalla de la Gorja d'en Helm, va ser present a l'expulsió d'en Sàruman de l'orde dels Istari, va acompanyar n'Àragorn pels Camins dels Morts, i va presentar batalla contra les hosts de Mórdor als Camps de Pelènnor i davant la Porta Negra.

### Després de la caiguda d'en Sàuron
Després de la Guerra de l'Anell, en Guimli va guiar un grup nombrós del poble de Durin a establir-se al sud a les Coves Resplandents, a les muntanyes frontereres de Ròhan, que havia conegut durant els seus viatges. Allí va fundar-hi el regne d'Aglarond, del qual ell en seria el primer Senyor. Des d'allí va ajudar a reparar les destrosses de la guerra (per exemple, els seus nans van ser reconstruir les portes de la ciutat de Minas Tirith)
Després de la mort del rei Elèssar (Àragorn), ell i el seu amic Légolas van salpar cap a l'oest, convertint-se en el primer nan a qui se li concedia permís per anar a les Terres Immortals.

## Genealogia de la Casa d'en Durin a la Fi de la Tercera Edat
```
                               
Durin l'immortal

                                      :
                                    
Nain II

                                      |
                    -----------------------------------
                    |
                 
Dain I
                             
Farin

                    |
             ---------------------               --------------
             |         |               |            |
           
Thror
     
Fror
      
Gror
           
Fundin
        
Groin

             |               |            | 
             |           ---------     -------
             |           |       |     |     | 
           
Thrain
              
Náin
        
Balin
  
Dwalin
  
Óin
  
Glóin

             |                               |
       -------------------       |                             
Guimli
     
       |        |       |                  
     
Thorin
   
Frerin
    
Dis
    
Dain II
              Els nans 
Bifur
, 
Bofur
,
 (Escutderoure)          |  (Peudeferro)            
Bombur
, 
Dori
 i 
Ori
 també
                      ------                        pertanyien a la casa de
                      |                        Durin, tot i que el seu
                     
Fili
 
Kili
                      parentiu era més distant
```

## Adaptacions
En la versió cinematogràfica de Peter Jackson, l'actor John Rhys-Davies interpreta el nan Guimli en les tres pel·lícules de la trilogia.
En aquesta adaptació, el caràcter d'en Guimli difereix una mica dels llibres en el sentit que s'accentua molt la seva brusquedat i tossuderia. També, en alguns punts, és utilitzat com a element còmic. Aquestes variacions van provocar l'enuig d'alguns dels seguidors més fidels.